# Peugeot 205
Der Peugeot 205 ist ein von Anfang 1983 bis Ende 1998 produzierter Kleinwagen des französischen Autoherstellers Peugeot.

## Modellgeschichte

### Allgemeines
Die Entwicklung begann 1978 unter dem Projektnamen M24. Am 24. Februar 1983 kam der Peugeot 205 auf den heimischen Markt. Ab Herbst 1983 gab es auch die Dieselvariante. Im Frühling 1984 folgte der 205 GTI mit Benzineinspritzung. Im Frühjahr 1986 rundete das Cabrio die Modellpalette ab. Mit insgesamt 5.278.000 Fahrzeugen wurde er ein großer Erfolg für Peugeot. Schon im ersten Jahr erhielt der 205 zahlreiche Auszeichnungen: Ihm wurde Das Goldene Lenkrad verliehen, er wurde „Bester Kleinwagen“ und Auto des Jahres.
Für die Gruppe B im Rennsport entwickelte Peugeot den „205 Turbo 16“, einen Rennwagen mit Gitterrohrrahmen, Mittelmotor und Allradantrieb, der dem 205 ähnlich sah, weil Scheinwerfer, Blinker, Kühlergrill, Windschutzscheibe, Türen und Rückleuchten vom 205 übernommen worden waren. Mit seinen Rennerfolgen hatte er einen gewissen Werbeeffekt.
In Deutschland war der 205 mit insgesamt 410.510 verkauften Exemplaren der bestverkaufte Peugeot überhaupt, bis ihn im Jahr 2007 sein Nachfolger 206 überholte. In den Jahren 1985 und 1986 war er das erfolgreichste Importmodell in Deutschland.
Im Juli 1996 strich Peugeot den 205 in Deutschland allerdings aus dem Programm, da hier im ersten Halbjahr nur noch knapp 600 Exemplare verkauft wurden und er offenbar aufgrund veralteter Technik und Sicherheitsausstattung nicht mehr konkurrenzfähig war.
Am 31. Dezember 1998 rollte schließlich der letzte 205 vom Band. Bereits im Sommer 1998 wurde er von der Modellreihe 206 abgelöst.

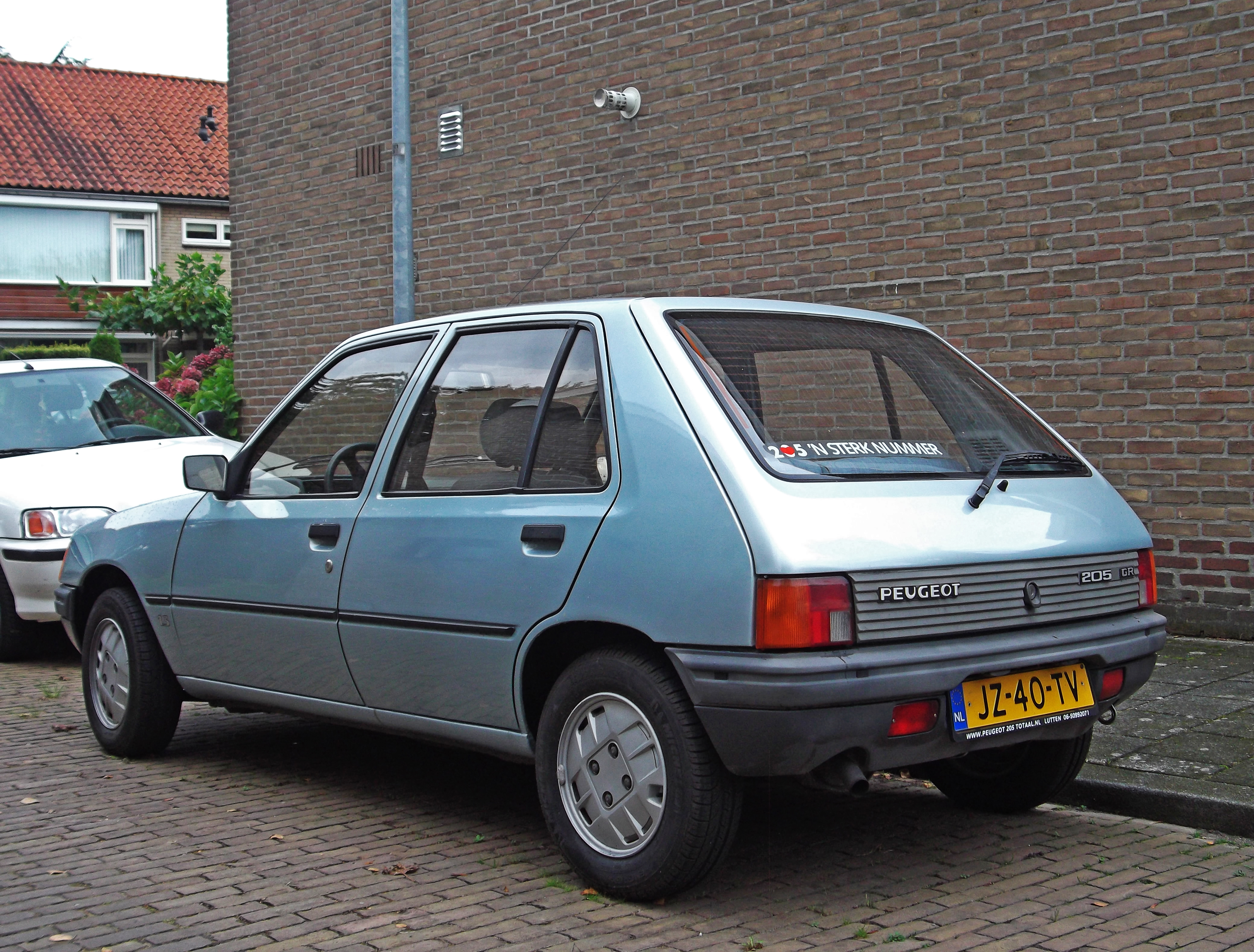
Heckansicht
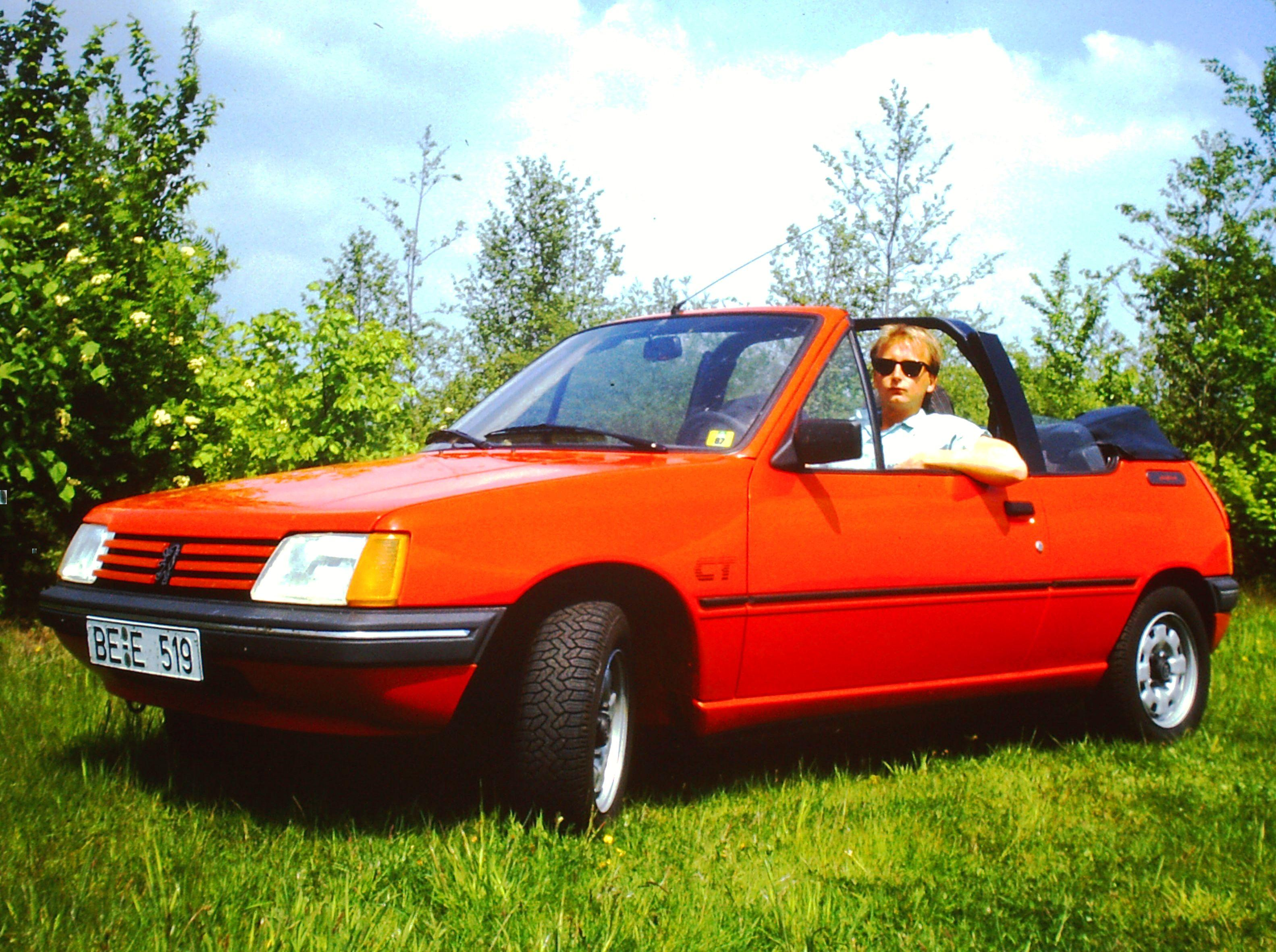
Peugeot 205 Cabriolet (1986–1990)
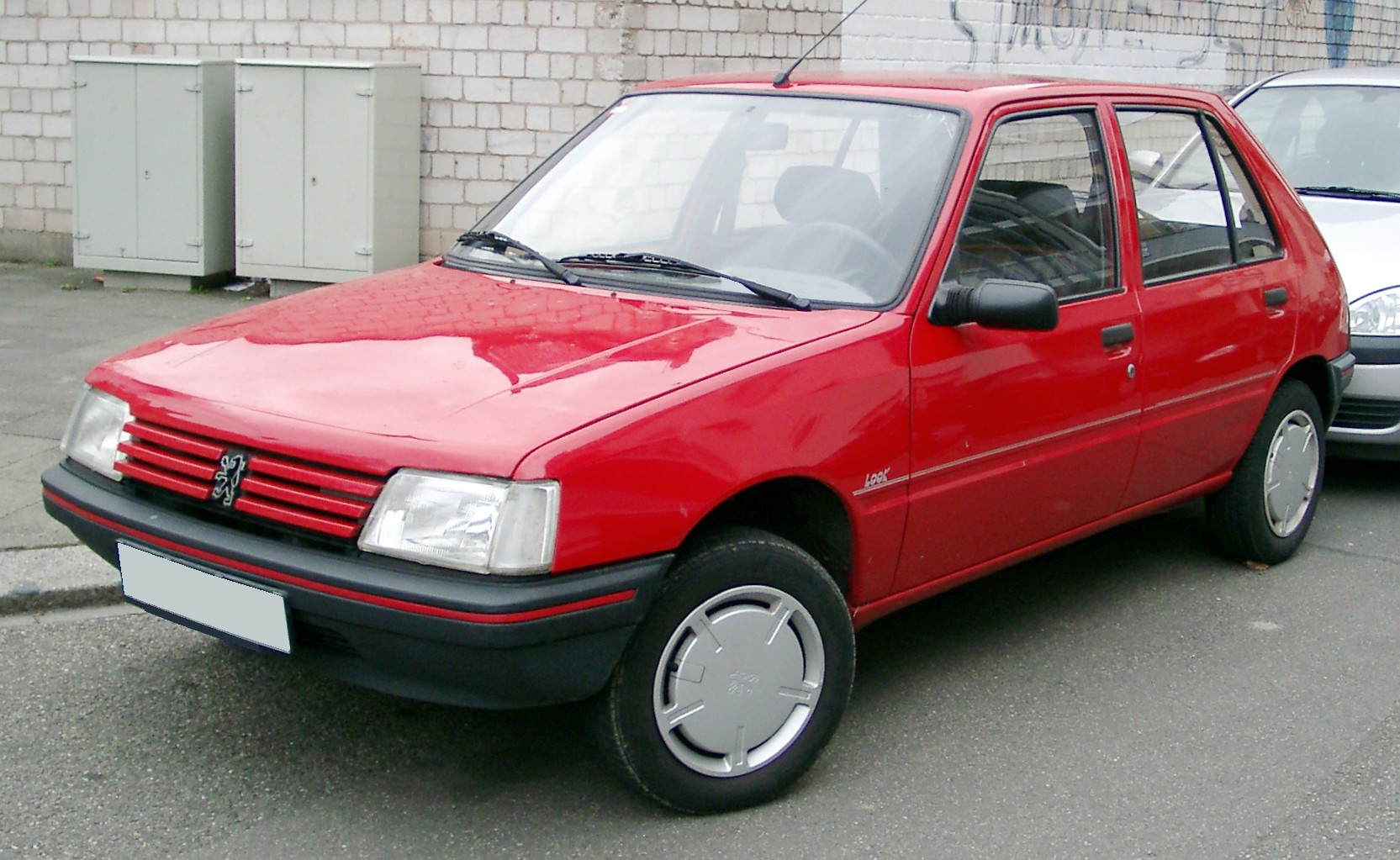
Peugeot 205 (1990–1998)
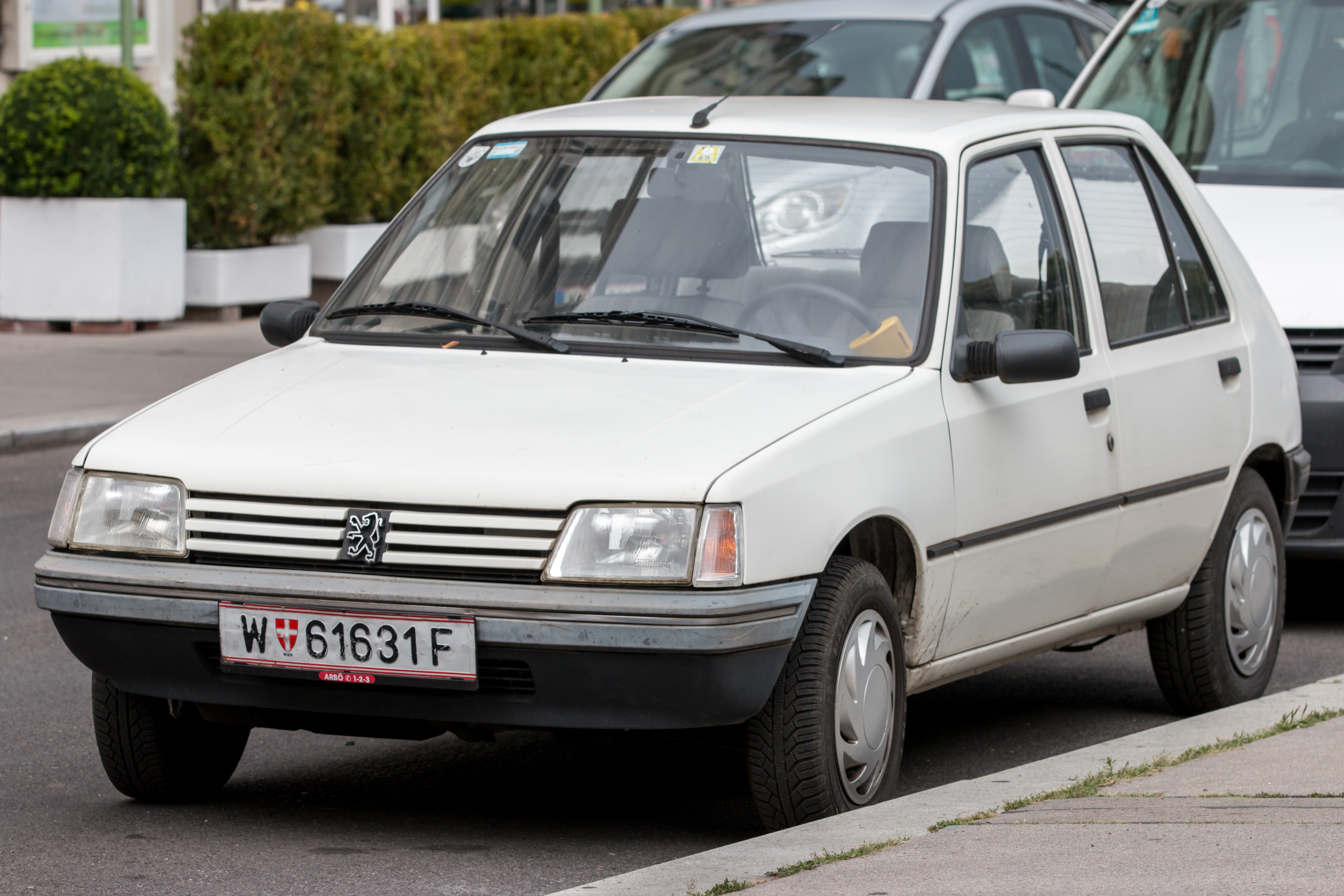
Peugeot 205 (1990–1998)

### Varianten

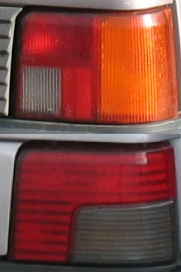
Oben: Rückleuchten bis 1990, unten: Rückleuchten ab 1990

Anfangs wurden Kombinationen aus zwei oder drei Buchstaben verwendet, um die ungezählten Modellvariationen voneinander zu differenzieren, mit dem Facelift wurden diese kryptischen Bezeichnungen durch klingende Namen ersetzt.
Nicht jedes Modell war in allen Auslieferungsländern verfügbar, so wurde der 205 Trophy zum Beispiel nie in Deutschland angeboten. Teilweise unterschied sich auch der Ausstattungsumfang: In Frankreich wurden die Fahrzeuge erst relativ spät mit Katalysator ausgestattet, während er in für den deutschen Markt bestimmten Modellen schon seit Mitte der 1980er-Jahre verbaut wurde.
Neben der drei- und der fünftürigen Limousine wurde der 205 ab Frühjahr 1986 als Cabriolet von Pininfarina sowie in zwei LKW-Versionen gebaut.
Mitte 1988 wurde der 205 einer dezenten Modellpflege unterzogen, was hauptsächlich den Innenraum betraf, die Wagen erhielten modern geformte Armaturenbretter bis hin zur neuen Mittelkonsole.
Eine zweite und umfassendere Modellpflege fand im Juli 1990 statt. Die Modelle unterschieden sich nun durch diverse Kleinigkeiten: leicht geänderte Rückleuchten, weiße Frontblinker und die nunmehr rundlichen Gehäuse der Außenspiegel.
Ab Mitte 1992 hatte der untere Teil der Heckklappe keine Plastikverkleidung mehr (zum Beispiel beim Sondermodell 205 New Look).
Serienmäßig hatte der Peugeot 205 zunächst nur 13- oder 14-Zoll-Räder, ab 1988 wurden der 1.3 Rallye mit 14-Zoll-Rädern ausgeliefert.
Der Peugeot 205 1.9 Gti war der einzige, der ab 1988 mit serienmäßigen 15-Zoll-Rädern vom Band lief.
Buchstabenkombinationen
Anhand der Buchstabenkombinationen kann man die Karosserie- und Ausstattungsvariationen erkennen:
| 1. Buchstabe | - X = Dreitürer Fließheck - G = Fünftürer (außer GTI, Dreitürer) Fließheck - C = Cabriolet, Zweitürer |
| 2. Buchstabe | - A = Kastenwagen (vergleichbar mit „Post-Golf“) - N = absolute „Nullausstattung“ - E = sehr einfache, spartanische Ausstattung (zum Beispiel ohne Armlehnen, ohne Tageskilometerzähler) - L = einfache Ausstattung (zum Beispiel ohne Ausstellfenster hinten) - R = gehobene Ausstattung - S oder T = sportive Ausstattung (zum Beispiel Drehzahlmesser) - J (nur als CJ) = Cabrio mit Jeans-Ausstattung |
| 3. Buchstabe | - D = Dieselmotor (sonst immer Benzinmotor) - I als GTI = Sportmodell (markenübergreifend feststehende Bezeichnung) - I als CTI = sportliches Cabrio (wohl von GTI abgeleitet) |
| 4. Buchstabe | nur in Verbindung mit D als 3. Buchstaben - T = Turbomotor |

Außerhalb der 205-Nomenklatur lief die Automatic-Variante mit 1,6-l-Motor (53–65 kW) oder 1,9-l-Motor (75 kW), Servolenkung (anfangs nur 1,9-l-Motor, ab 1991 auch mit 1,6-l-Motor 65 kW), XS-Instrumentierung (Temperaturanzeige sowie ab Modell 1991 Drehzahlmesser und Digitaluhr), abschließbares und beleuchtetes Handschuhfach, Kartenleselampe, Velourssitze. Äußerlich war speziell der 205 Automatic und der 205 „XS90“ mit 1,6-l-Motor an seiner markanten Motorhaube erkennbar, die eine deutliche Erhöhung des mittleren Teils aufwies (und vermutlich anfänglich aus Platzgründen für den Doppelvergaser nötig war). Das 4-Stufen Automatikgetriebe entstand unter Mitwirken der Firma ZF und wurde parallel in einigen anderen PSA-Fahrzeugen verbaut (z. B. Citroën BX usw.), jeweils anders übersetzt.
Ein erstes bemerkbares Facelift gab es Mitte 1988. Es zeichnete sich durch ein neues Armaturenbrett aus (robuster), dickere runde Hebel für Blinker, Licht, Scheibenwischer, abgerundete Außenspiegel und eine überarbeitete Heckklappe (beim XS/GT/GTI mit integrierter kleiner Abrisskante).
Mit dieser Überarbeitung erschien die Variante „Green“ quasi als Fortsetzung des limitierten Sondermodells „Lacoste“ (nur 44-kW-Motor) mit 44 und 55 kW. Noch vor dem zweiten Facelift 1990 (weiße Blinker vorne, neue Rückleuchten) wurden die Basismodelle „E“ durch „Sondermodelle“ ersetzt. Es folgten weitere „Sondermodelle“. Weitere Modelle, die jedoch nicht wirkliche Sondermodelle, da sie nicht limitiert waren, sind:

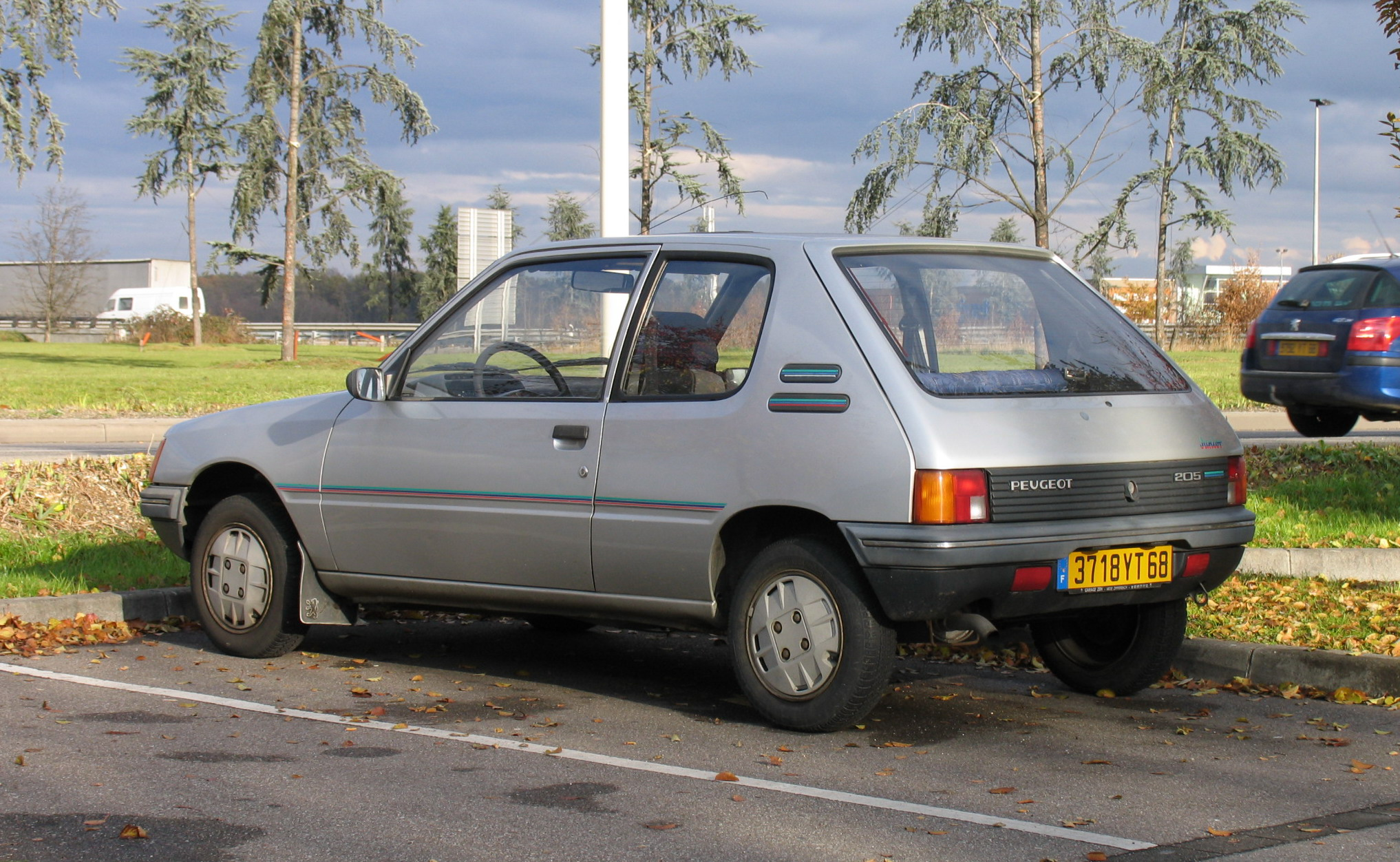
Dreitüriger Peugeot 205 als Sondermodell „Junior“

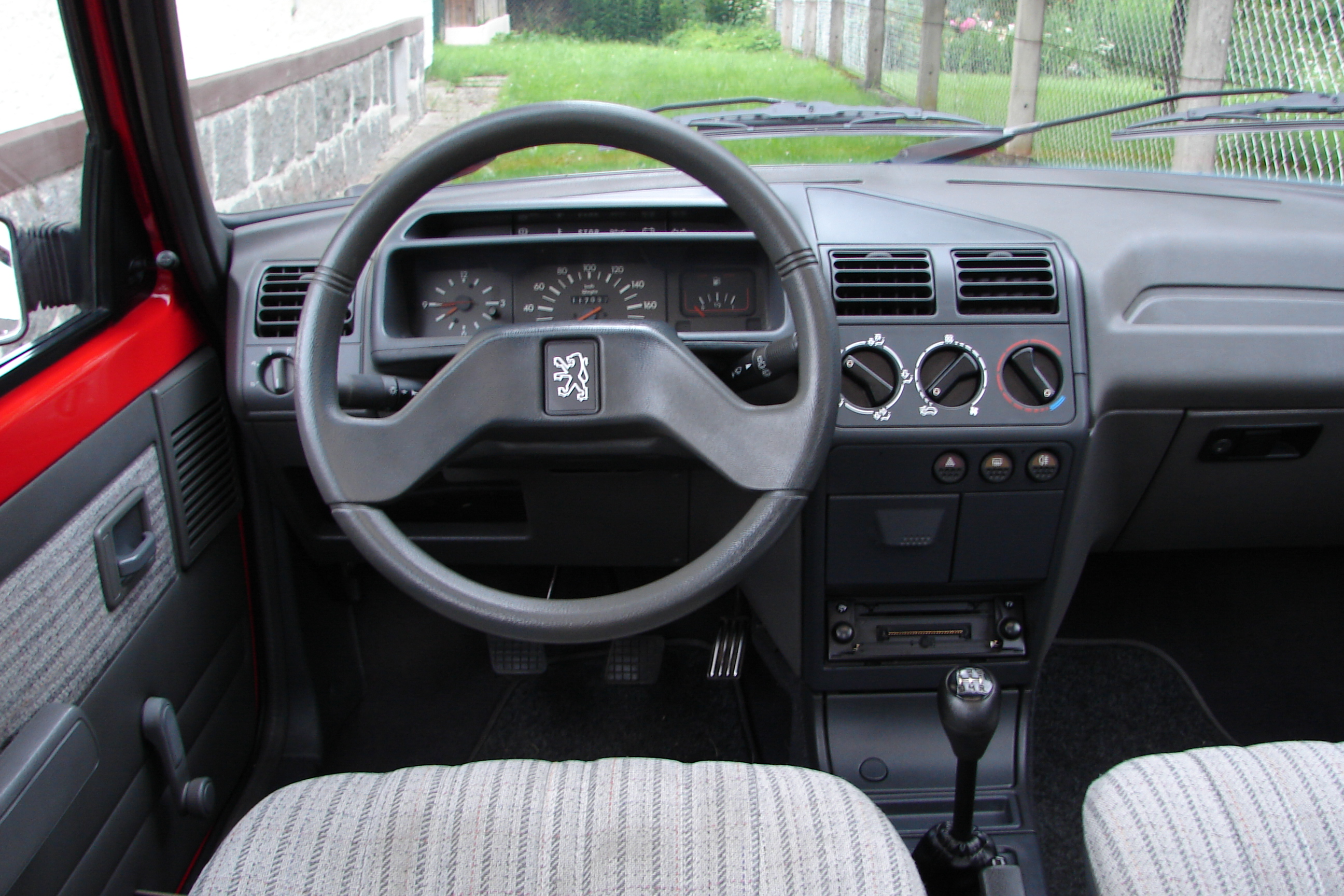
Cockpit des Peugeot 205 GR nach Facelift 1988

- Color Line: rot-grüne Farbstreifen an den Fahrzeugseiten und auf den Sitzen (abgespeckter XR/GR)
- Gentry: (75 kW), Vollleder mit Sportsitzen, Lederlenkrad schwarz oder beige impala, Lederschaltknauf (nur bei Schaltgetriebe), Glasschiebedach je nach Markt, Spiegelheizung, Servo, ABS je nach Markt, Metallic-Lackierung in sorrentogrün oder mayfairbeige (samt beigen Gurten), Holzeinlagen in den Türen, hochwertige Teppiche Velours samt Kofferraum, Zentralverriegelung mit IR-Fernbedienung, beleuchtete Makeup-Spiegel, spezielle SMR-Leichtmetallräder 5,5x14″ mit Bereifung 185/60 R14H in silber oder bei der beigen Version in hellem gold, optional: 4-Stufen-Automatikgetriebe, Klimaanlage (in Deutschland nicht angeboten)
- Green: Wagenfarbe (inklusive Stoßfänger) weiß, Innenausstattung grün samt Gurte, Panoramadach
- Junior: jeansblaue Sitze
- Look: besonders einfache Ausstattung (z. B. ohne Zeituhr)
- Roland Garros: Wagenfarbe grün metallic, Sitze in weißem Teilleder, 55-kW-Motor, Panorama-Schiebedach, auch als Cabrio (Cabrio mit elektrischem Dach)
- Winner: Sportsitze und Sportlenkrad vom Rallye (samt Dekor), umfangreiche Instrumentierung, 14″-Räder, Peugeot-Talbot-Sportaufkleber, rote Zierleisten an den lackierten Stoßfängern, keine Komfortausstattung außer Radiovorrüstung und Digitaluhr. Nur in rot, schwarz und Miami Blue erhältlich gewesen

„Echte“, limitierte Sondermodelle:
- 205 Gti „Radio 1 FM“: Nur 25 Stück wurden 1992 zum 25-jährigen Jubiläum dieses englischen Radiosenders aufgelegt (einer davon wurde vom Sender selbst verlost). Ausstattung wie Griffe, aber Außenfarbe schwarz mit „Radio 1 FM“-Logos auf den vorderen Kotflügeln, Klimaanlage, Clarion-Radioanlage mit CD-Player. Dieser Gti wurde nur als Rechtslenker hergestellt.
- Collection: XS/GT-Armaturen, Sportlenkrad, Colorglas, ZV, elektrische Fensterheber
- Griffe: Edel-GTI (88–94 kW), u. a. Vollleder mit grünen Nähten, Panoramadach (wenn keine Klima), Spiegelheizung, Servo, ABS, auch mit Klimaanlage (in Deutschland nicht als Extra angeboten), Zentralverriegelung mit IR-Fernbedienung.
- Indiana: Wagenfarbe in beige (44–55 kW), Panoramadach, Colorverglasung, Schalensitze, Satteltaschen an den Türen.
- Lacoste: Lacoste-Logo, grüner Teppich, Panoramadach (Serie 1)
- Open: Wagenfarbe silber metallic, weiß oder grau Winchester (44–58 kW) 3- oder 5-Türer, „Open“-Logo auf den vorderen Kotflügeln und Heckklappe (Golfball) inklusive bordeaux Dekorstreifen rechts und inks, Chromleisten in den Stoßstangen, Teppich innen bordeaux; Sonderfall: Modell 1988 in der Schweiz auch als 1,9-l-Motor (75 kW) Schaltwagen ausgeliefert und basiert auf dem 1,9-l-Motor Automatik, zweifarbiges Interieur mit dunkelgrauem Tacho und Mittelkonsole und hellgrauem Restinterieur

Mit dem dritten Facelift (signifikant: Wegfall der Kunststoffblende zwischen den Rückleuchten) reduziert sich die 205-Palette auf einige klingende Namen – die klassischen Modellbezeichnungen entfallen (Ausnahme GTI/CTI):
- Forever: Velours-Sitzbezüge, ZV, elektrische Fensterheber, Panoramadach
- New-Look: jeansblaue Sitze
- Sacré Numéro (nicht in Deutschland erhältlich)
- Trophy: Wagenfarbe in „Griffe“-Grün, GTI-Radläufe, aber nur mit TU-Motor (limitiert)
- Generation (nicht in Deutschland erhältlich)

Der Peugeot 205 1.3 Rallye  (sehr selten) wurde nicht in Deutschland verkauft, da eine Zulassung wegen der offenen Ansaugbrücke nicht zulässig war. Er wurde hauptsächlich in Frankreich und Italien verkauft.
Am 31. Dezember 1998 lief der letzte Peugeot 205 vom Band, das Modell „Génération 205“.
Laut dem Abschlussbericht des Bundesamtes für Wirtschaft und Ausfuhrkontrolle wurden 6.905 Peugeot 205 zugunsten der Umweltprämie zwischen dem 27. Januar 2009 und dem 31. Juli 2010 verschrottet.

## Motorisierung

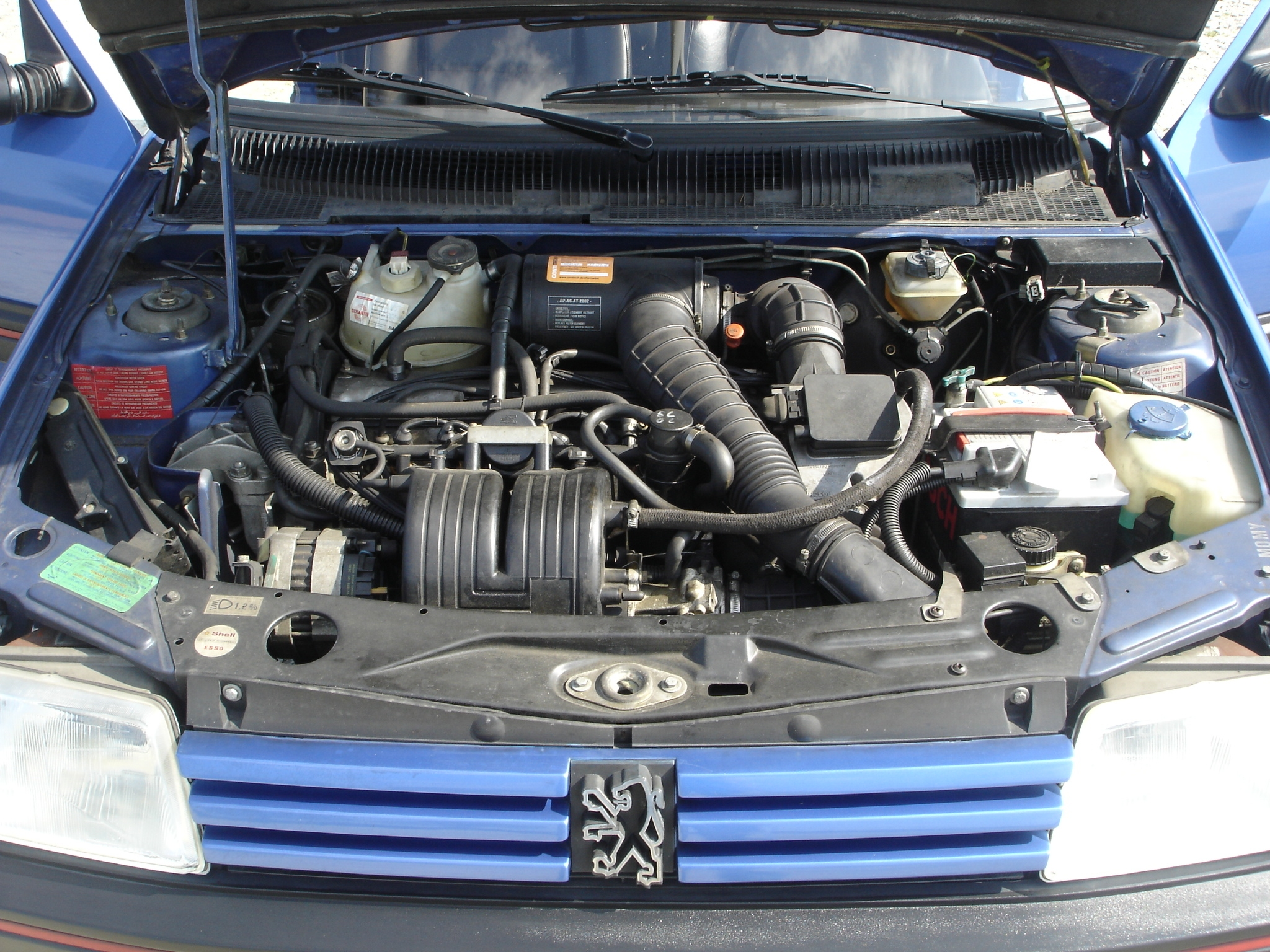
XU9-Motor (122 PS) eines 205 GTI

Der Peugeot 205 wurde mit einer großen Vielfalt an Motoren gefertigt. Die frühen Versionen waren mit dem X-Motor des Vorgängermodells Peugeot 104 bestückt, der auch als „Flachmotor“ bekannt ist, da er im Motorraum „liegt“, das Getriebe in der Ölwanne darunter. Diese Motoren, die bei Hubräumen von 1,0 bis 1,4 Liter zwischen 45 und 79 PS Leistung erbrachten, wurden ab 1988 nach und nach durch die neu entwickelten TU-Motoren der PSA-Gruppe ersetzt. 205 aus spanischen und marokkanischen Werken wurden mit einem weiteren Motortyp gefertigt, den Peugeot aus der Übernahme von Simca (Chrysler Europe) geerbt hatte: der G/Y/J-Baureihe aus den Simca 1100, 1308 und Talbot Horizon stammend, mit Hubräumen zwischen 1,2 und 1,6 Liter und mit bis zu 66 kW (90 PS) im spanischen Modell 205 GTX.
- XV-, XW-, XY-Motoren mit 1,0 l, 1,1 l bzw. 1,4 l Hubraum (von 9.83 bis 3.89)
- G/Y/J-Motoren von 1,2 bis 1,6 Liter Hubraum
- XU-Benzinmotoren mit 1,6 l bzw. 1,9 Liter Hubraum
- XUD-Dieselmotoren mit 1,8 bzw. 1,9 Liter Hubraum
- TU-Benzinmotoren mit 1,1 l bzw. 1,4 l Hubraum (ab 9.88)

| Modell                | Modellbezeichnung                                                                          | Hubraum (cm³) | Leistung in kW (PS)                        | Motorbezeichnung | Bauzeitraum         | V-max             | 0–100 km/h                       | Leergewicht        |
| Ottomotoren           | Ottomotoren                                                                                | Ottomotoren   | Ottomotoren                                | Ottomotoren      | Ottomotoren         | Ottomotoren       | Ottomotoren                      | Ottomotoren        |
| --------------------- | ------------------------------------------------------------------------------------------ | ------------- | ------------------------------------------ | ---------------- | ------------------- | ----------------- | -------------------------------- | ------------------ |
| 1.0                   |                                                                                            | 954           | 31 (42)                                    | XV8              | 11/86–09/87         |                   |                                  |                    |
| 1.0                   |                                                                                            | 954           | 33 (45)                                    | XV8              | 09/83–10/86         |                   |                                  |                    |
| 1.1                   |                                                                                            | 1124          | 36 (49)                                    | XW7              | 01/86–09/88         |                   |                                  |                    |
| 1.1                   | 205 GL                                                                                     | 1124          | 37 (50)                                    | XW7              | 09/83–12/85         |                   |                                  | 820 kg             |
| 1.1                   |                                                                                            | 1124          | 40 (55)                                    | TU1              | 09/88–09/89         |                   |                                  |                    |
| 1.1                   |                                                                                            | 1124          | 44 (60)                                    | TU1M             | 09/89–06/96 – G-KAT | ca. 164 km/h      | 13,9 s                           | 790 kg             |
| 1.3                   | 205 Rallye 1.3 (nicht in D)                                                                | 1294          | 74 (101)                                   | TU2.4A           | 03/88–12/90         |                   |                                  |                    |
| 1.4                   |                                                                                            | 1360          | 44 (60)                                    | XY7              | 09/83–03/89         |                   |                                  |                    |
| 1.4                   | 205 CJ G-KAT                                                                               | 1360          | 44 (60)                                    | TU3CP            | 09/88–08/89         |                   |                                  |                    |
| 1.4                   |                                                                                            | 1360          | 49 (67)                                    | TU3A             | 04/89–08/89         |                   |                                  |                    |
| 1.4                   | 205 XS / GT / CJ / Green / Roland Garros G-KAT                                             | 1360          | 55 (75)                                    | TU3M             | 09/88–06/96         | ca. 175 km/h      | 10,6 s                           | 850 kg             |
| 1.4                   | 205 XS / GT / CT                                                                           | 1360          | 58 (79)                                    | XY8              | 01/86–03/89         |                   |                                  |                    |
| 1.4                   | 205 XS / GT / CT                                                                           | 1360          | 59 (80)                                    | XY8              | 09/83–12/85         |                   |                                  |                    |
| 1.4                   | 205 XS / GT / CT (nicht in D)                                                              | 1360          | 62 (84)                                    | TU3S             | 04/89–08/89         |                   |                                  |                    |
| 1.6                   | 205 Automatic 1.6                                                                          | 1580          | 55 (75)                                    | XU51C            | 09/86–08/89         |                   |                                  |                    |
| 1.6                   | 205 Automatic 1.6 205 „XS90“ G-KAT 205 „GT90“                                              | 1580          | 65 (89)                                    | XU5M3Z           | 09/91–06/96         | 167 km/h 180 km/h | 14 s 10 s                        | 880 kg 850 kg      |
| 1.6                   | 205 GTI 1.6 „105 PS“                                                                       | 1580          | 76 (103)                                   | XU5J             | 09/83–10/85         | ca.193 km/h       | 8,6 s                            | 850 kg             |
| 1.6                   | 205 GTI 1.6 „105 PS“ Puls-Air (nur für D)                                                  | 1580          | 76 (103)                                   | XU5J1            | 11/85–08/89         |                   |                                  |                    |
| 1.6                   | 205 GTI 1.6 „115 PS“ / CTI 1.6 „115 PS“                                                    | 1580          | 83 (113)                                   | XU5JA            | 11/85–02/92         |                   | 9,2 s                            |                    |
| 1.8                   | Peugeot 205 T16 „200 PS“                                                                   | 1775          | 147 (200)                                  | XU8 T            | 1984                | 209 km/h          | 6 s                              | 1145 kg            |
| 1.9                   | 205 GTI 1.9 „105 PS“ / CTI 1.9 „105 PS“ / Rallye 1.9 / Gentry / Automatic 1.9 G-KAT / Open | 1905          | 75 (102)                                   | XU9J1            | 03/86–12/94         | ca. 185 km/h      | ca. 9,6 s (Automatik ca. 10,6 s) | (Automatik 880 kg) |
| 1.9                   | 205 GTI 1.9 „120 PS“ G-KAT                                                                 | 1905          | 88 (120)                                   | XU9JAZ           | 09/88–08/95         | ca. 202 km/h      | 8,5 s                            | 880 kg             |
| 1.9                   | 205 GTI 1.9 „130 PS“ (ab Mitte 1988 Verkauf in D eingestellt)                              | 1905          | 94 (128)                                   | XU9JA            | 09/86–02/92         | ca. 208 km/h      | 7,6 s                            | 875 kg             |
| Diesel                |                                                                                            |               |                                            |                  |                     |                   |                                  |                    |
| 1.8 Diesel            | 205 GLD, GRD, SRD (nicht in Deutschland seit 1989)                                         | 1769          | 44 (60)                                    | XUD7             | 09/83–06/99         | 155 km/h (GRD)    | ca. 15,1 s (GRD)                 | ca. 930 kg (GRD)   |
| 1.8 XTD (Turbodiesel) | 205 DTurbo (nicht in Deutschland)                                                          | 1769          | 58 (79)                                    | XUD7T            | 1990–1998           | 175 km/h          | 12,2 s                           | 925 kg             |
| 1.9 Diesel            | 205 XSD/XRD, GLD, GRD, SRD                                                                 | 1905          | 47 (64), auf anderen Märkten 44 kW (60 PS) | XUD9Y            | 1987–1998           |                   |                                  | 880 kg             |

### Fahrwerk
Alle Räder sind einzeln aufgehängt, die Vorderräder mit Zahnstangenlenkung an MacPherson-Federbeinen und Querlenkern, die Hinteren an parallelen Schwingen mit Drehstabfedern. Schwingen, Federn und Stoßdämpfer sitzen an einem Hilfsrahmen. Um die erforderliche Federlänge unterzubringen, sitzt eine Feder vor und die andere hinter dem Rahmenrohr, an dem die beiden Schwingen (Längslenker) gelagert sind. Die Bremse arbeitet mit Scheibenbremsen vorn und Trommelbremsen hinten, die über einen pneumatischen Bremskraftverstärker hydraulisch betätigt werden.

### Sportmodelle

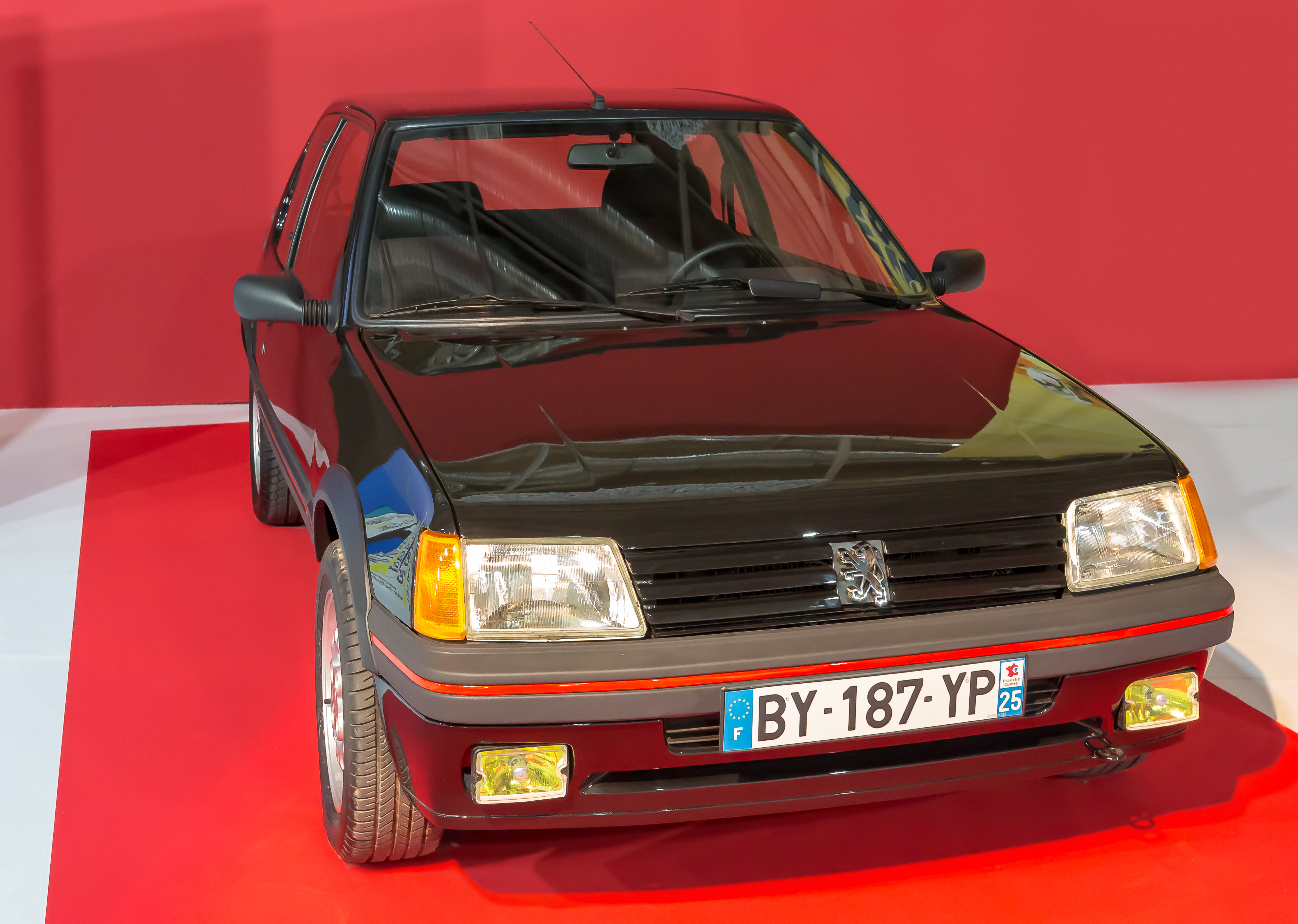
Peugeot 205 GTI 1.6 (1986)

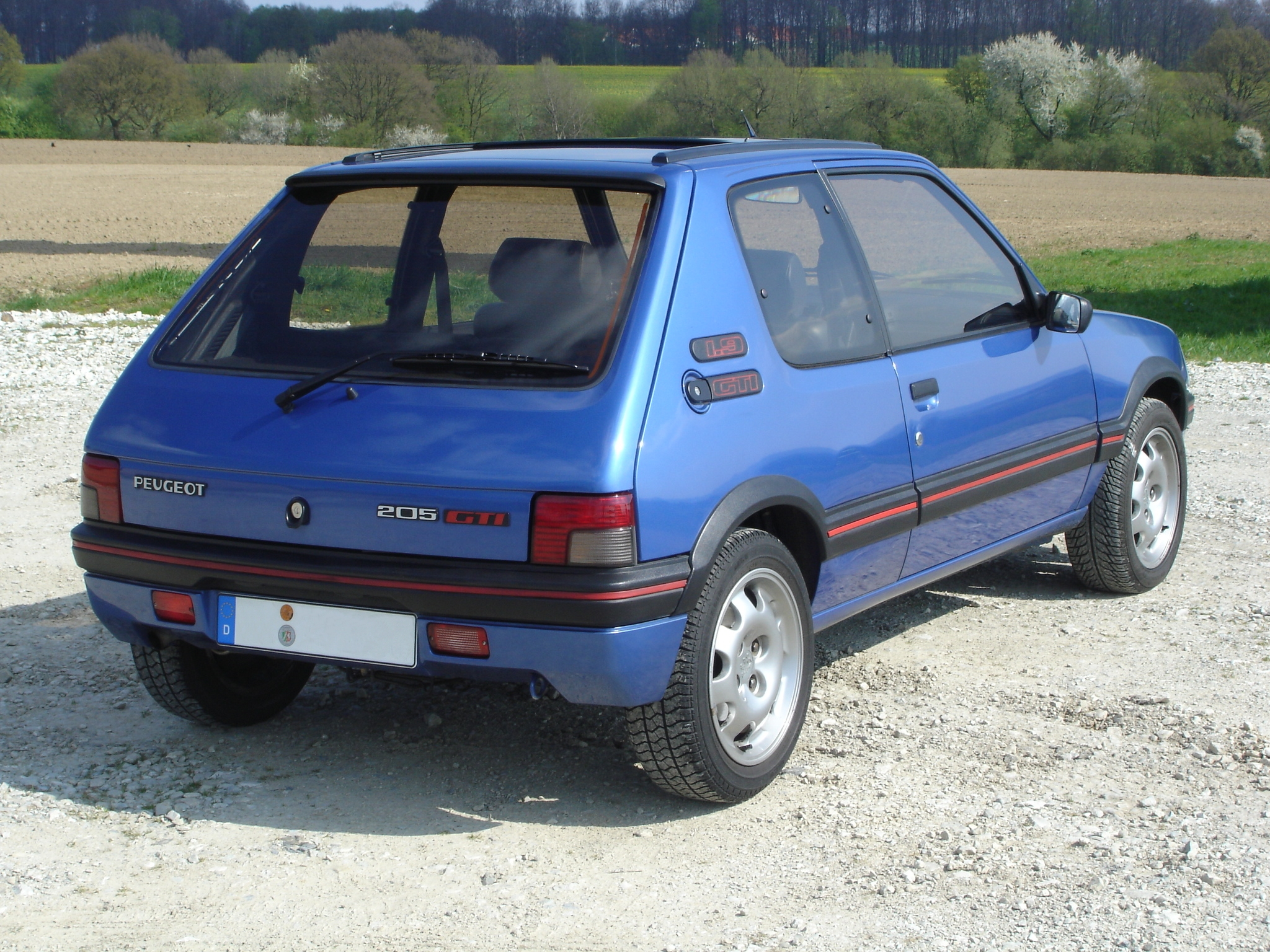
Heckansicht 205 GTI 1.9 (1993)

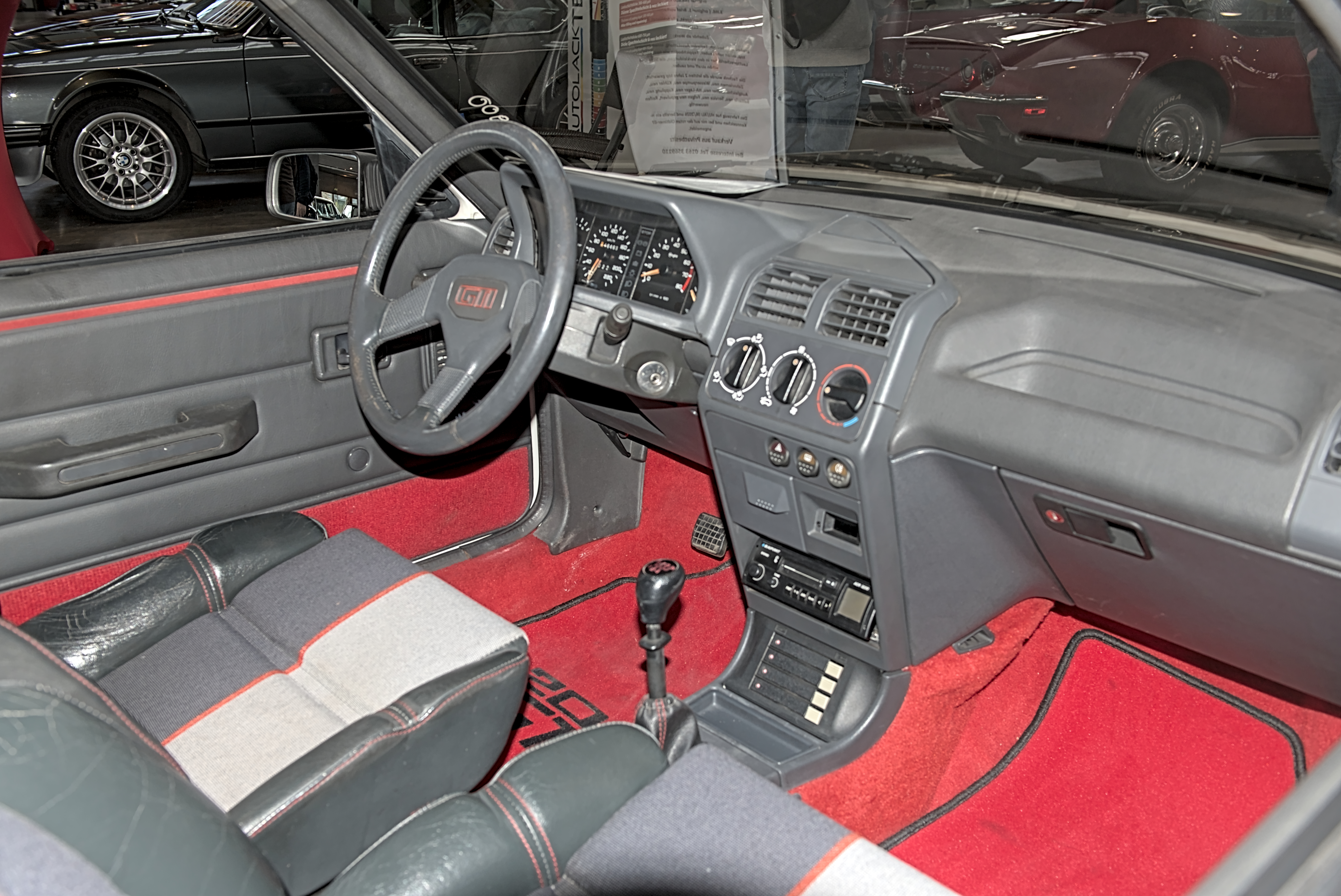
Innenansicht 205 GTI

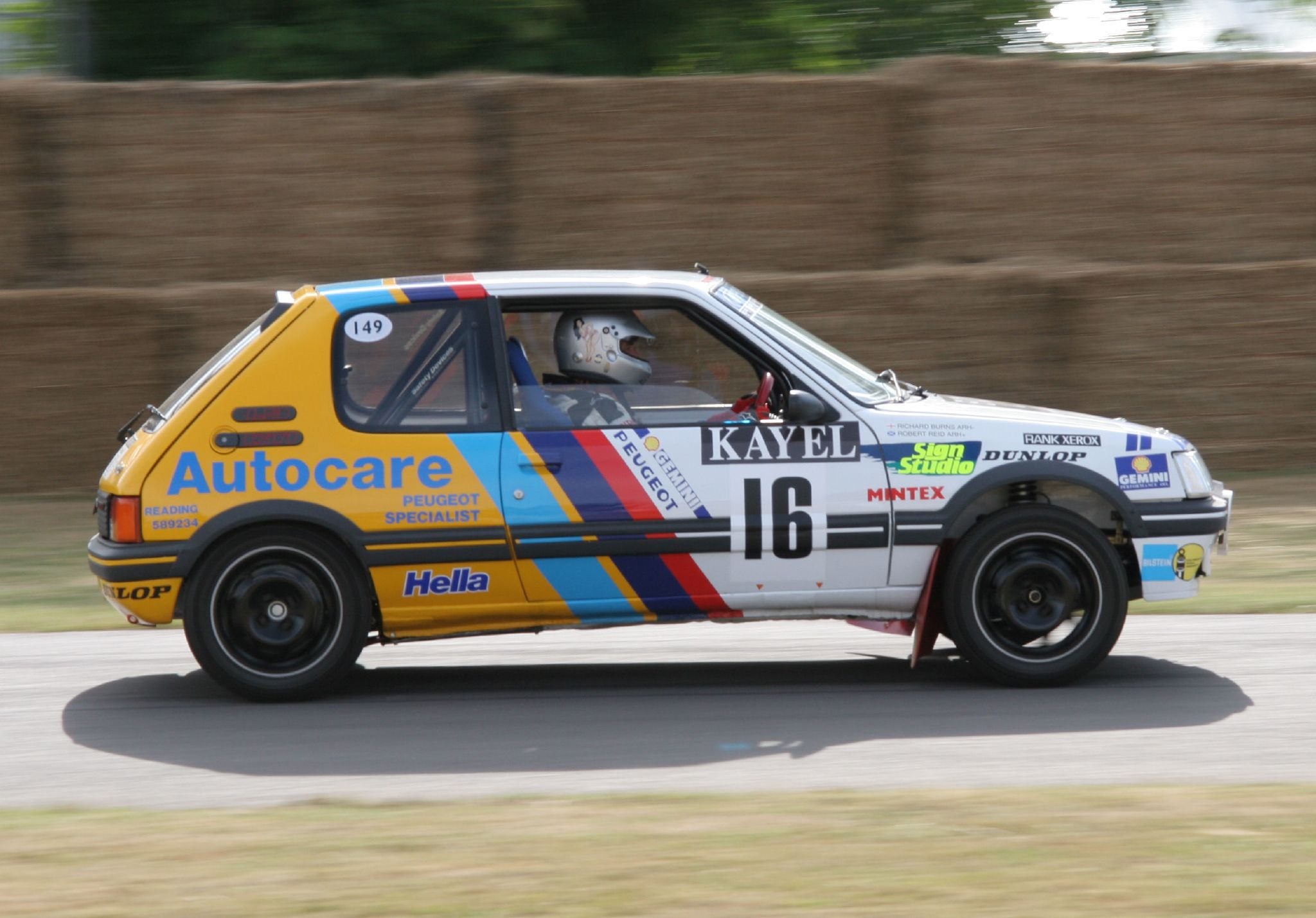
205 GTI im Sporteinsatz

Im Vergleich zu den „kleinen“ 205-Modellen hatten die GTI-Modelle eine Karosserie mit einigen Detailänderungen, so unter anderem mit ganz anders geschnittenen Radhäusern, entsprechenden Radhausverbreiterungen aus Kunststoff sowie größeren Rädern (14″ bzw. 15″), um die sportliche Note zu betonen. Weiterhin wurden andere Hinterachsen mit breiterer Spur und teilweise Scheiben- statt Trommelbremsen verwendet.
- GTI 1.6, Baujahr 1984–89, 1580 cm³, 76 kW (103 PS)
- GTI 1.6, Baujahr 1986–92, 1580 cm³, 83 kW (113 PS), offiziell nicht in Deutschland verkauft
- GTI 1.9, Baujahr 1986–88, 1905 cm³, 75 kW (102 PS), frühe Version mit G-Kat für Deutschland und Schweiz
- GTI 1.9, Baujahr 1986–92, 1905 cm³, 94 kW (128 PS), (ohne Katalysator) Verkauf in Deutschland mit Erscheinen der 88-kW-Version (G-KAT) eingestellt
- GTI 1.9, Baujahr 1988–95, 1905 cm³, 88 kW (120 PS)
  - Der 205 GTI „Griffe“ (französisch für „Kralle“) war ein GTI mit umfangreicher Sonderausstattung (Leder, ABS, Servolenkung). lackiert in der Sonderfarbe „Fluoritgrün“. Er wurde in limitierter Auflage von 3.000 Stück gebaut, wovon 1.000 Exemplare mit dem 94-kW-/128-PS-Motor und ohne Glasschiebedach dem französischen Markt vorbehalten waren (hier gab es als Option auch eine Klimaanlage). Die restlichen 2.000 Stück waren für Exportmärkte bestimmt und wurden mit dem 88-kW-/120-PS-Motor mit geregeltem Katalysator ausgeliefert. Sie sind unter anderem daran zu erkennen, dass sie durchweg mit dem großen Glasschiebedach gebaut wurden.
- Rallye 1.3: Baujahr 1988–91, 1294 cm³, 74 kW (101 PS)
- Rallye 1.9: Baujahr 1988–92, 1905 cm³, 75 kW (102 PS)
  - Der Rallye war eine sehr spartanisch ausgestattete Version des 205, die direkt für den Amateur-Motorsport bestimmt war. Sie war im Kaufpreis relativ günstig und ist an der weißen Standardlackierung und den spezifischen Radhausverbreiterungen zu erkennen.
- Turbo 16 200: Baujahr 1984, 1775 cm³ 147 kW (200 PS)
- STDT: ab Baujahr 1990, 1769 cm³ 58 kW (79 PS) Ausstattung ähnlich wie GTI (Radläufe, Sitze usw.), aber mit Turbodiesel-Motor. Dieser wurde jedoch nie nach Deutschland exportiert.

## Karosserievarianten

### Cabriolet
- Der CTI ist das Cabriolet-Pendant zum geschlossenen GTI, allerdings war er im Gegensatz zu Märkten wie Japan und Australien in Europa nicht mit der 120-PS-Maschine erhältlich.
  - CTI 1.6: Bj. 03/86–08/89 1580 cm³ 76 kW/104 PS
  - CTI 1.6: Bj. 03/86–02/92 1580 cm³ 83 kW/113 PS
  - CTI 1.9: Bj. 03/86–1994, 1905 cm³ 75 kW/102 PS (Kat)
- Als Bruder des CT kann man den XS bzw. den viertürigen GT ansehen, dieses Modell war allerdings nicht sehr weit verbreitet, was vielleicht an der einfachen Ausstattung lag.
  - CT: Bj. 1986–1988, 1360 cm³ 59 kW (80 PS)
- Das bedachte Gegenstück zum CJ ist der Junior, besonders auffällig sind die mit Jeansstoff bezogenen Sitze.
  - CJ: Bj. 1987–1988, 1360 cm³ 44 kW (60 PS)
  - CJ: Bj. 1988–1994, 1124 cm³ 44 kW (60 PS)

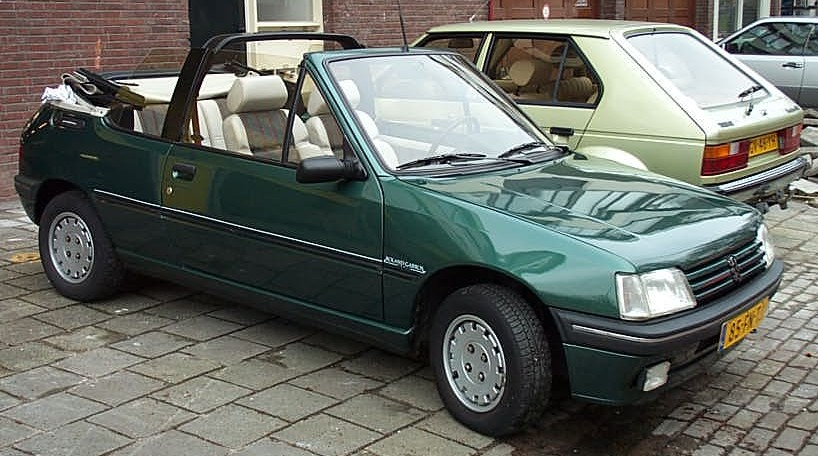
Peugeot 205 Cabrio „Roland Garros“

- Den Roland Garros gab es sowohl mit als auch ohne Dach, er war anfangs nur mit dem TU3M-Motor mit 75 PS erhältlich, später auch mit dem XU5M-90-PS-Motor.
  - Roland Garros Cabriolet: ab Bj. 1991, 1360 cm³ 55 kW (75 PS)
  - Roland Garros Cabriolet: ab Bj. 1991, 1580 cm³ 66 kW (90 PS)
- Die letzte Cabrioversion wurde schlicht als „Cabriolet 205“ bezeichnet und hatte eine umfangreiche Ausstattung, neben dem großen Armaturenbrett auch Sportsitze. Allerdings war nur eine Motorisierung mit dem 75-PS-TU3M-Motor erhältlich. Außerdem wiesen die letzten Baujahre eine deutlich schlechtere Rostvorsorge auf.

### Multi

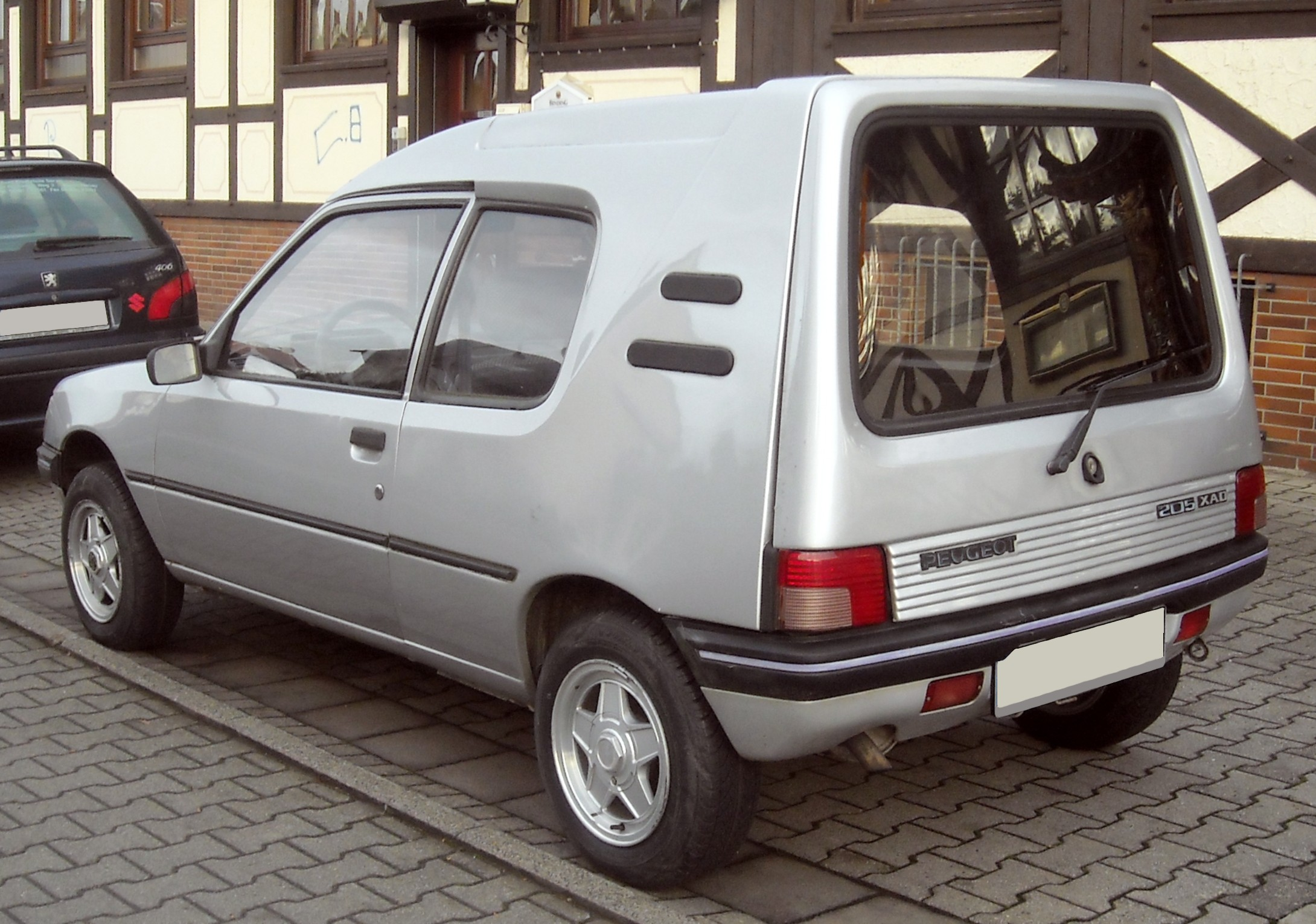
Peugeot 205 XAD Multi

Auf Basis der dreitürigen Limousine fertigten die Hersteller von Sonderfahrzeugen Gruau und Durisotti Ende 1983 eine einfache Kastenwagenvariante an: der 205 ohne Dachblech erhielt einen U-förmigen Bügel zur Aufnahme einer senkrecht stehenden Heckklappe und einen Kastenaufbau aus glasfaserverstärktem Kunststoff (GFK), der flächig mit der Karosserie verklebt und vernietet wurde.
Seitenscheiben, Rückleuchten, Heckstoßstange und Schlösser wurden unverändert von der Limousine übernommen. Ergebnis war ein größerer Laderaum von  1600 Litern (statt 1015 Liter) bei gleicher Grundfläche. Durch das höhere Gewicht des Aufbaus und das unveränderte Fahrwerk sank die Zuladung um etwa 30 kg. Der Multi wurde mit 1,1-l-Ottomotor (TU) und als Diesel mit zunächst 1,8, dann 1,9 Litern verkauft.
Mit der Modellpflege von Mitte 1990 verschwand die Stufe im Dach zugunsten der abgebildeten strömungsgünstigeren Form. Trotzdem kostete der Aufbau ca. 10 km/h Endgeschwindigkeit. Vertrieben wurde der Multi über die Peugeot-Vertragshändler.

### Fourgonnette

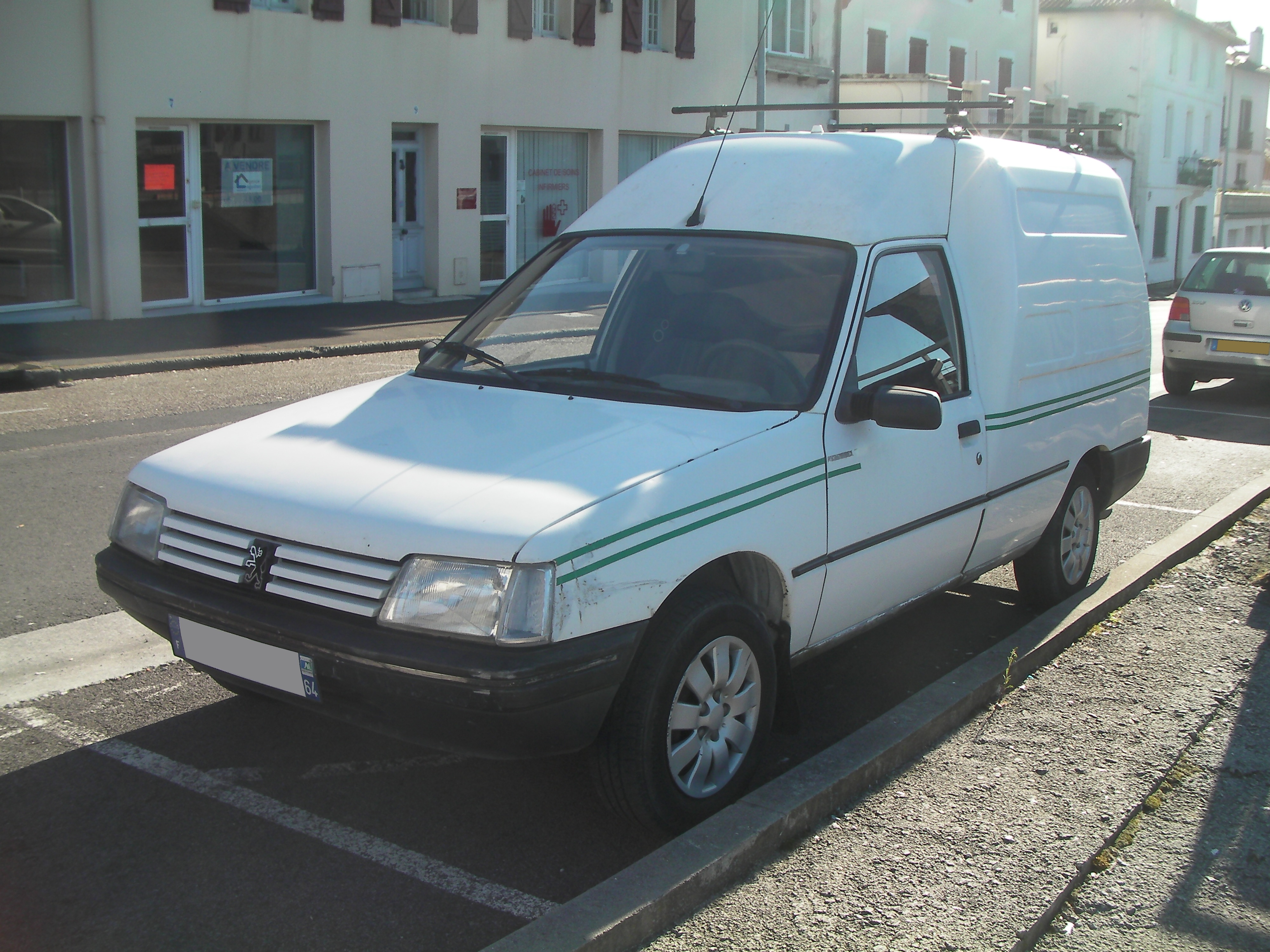
Peugeot 205 F

Im Frühjahr 1994 löste eine „echte“ Kastenwagenversion mit um 23 cm verlängertem Radstand den Multi ab. Wie beim technisch verwandten Citroën C15 begann mit der B-Säule ein Kastenaufbau, der allerdings keine Ganzmetallkonstruktion, sondern ein Stahlskelett mit Duroplastbeplankung war. Statt Heckklappe hatte der 205 F die geteilten Türen des Citroën C15. Eine niedrige Ladekante erleichterte die Nutzung des nunmehr 2,6 m³ großen Laderaums, dessen Grundfläche nun die Beladung mit einer Europalette ermöglichte.
Der 205 F wurde nie ein Erfolg und Peugeot stellte die Produktion Ende 1998 ein. Einerseits konnte sich der neu eingeführte Kastenwagen nicht gegen den in Frankreich und Spanien etablierten C15 (bis 2005 über 1,2 Millionen verkaufte Exemplare) aus gleichem Hause behaupten, andererseits kam bereits 1996 mit Peugeot Partner und Citroën Berlingo ein gemeinsames Nachfolgemodell auf den Markt, das von vorneherein als Nutzfahrzeug entwickelt worden war.

### Turbo 16

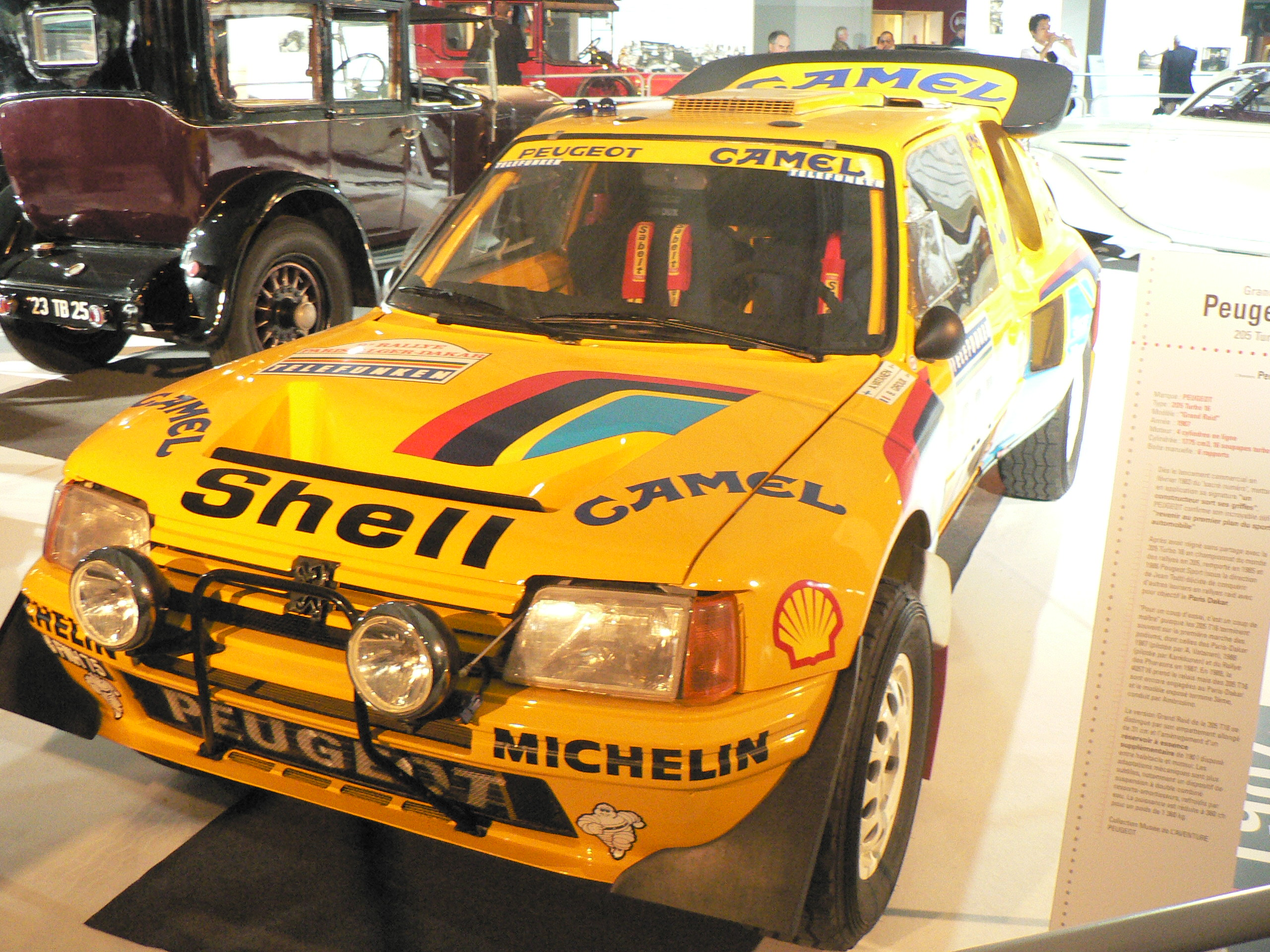
Ein verlängerter 205 Turbo 16 E2 (Ari Vatanen) für die Rallye Dakar

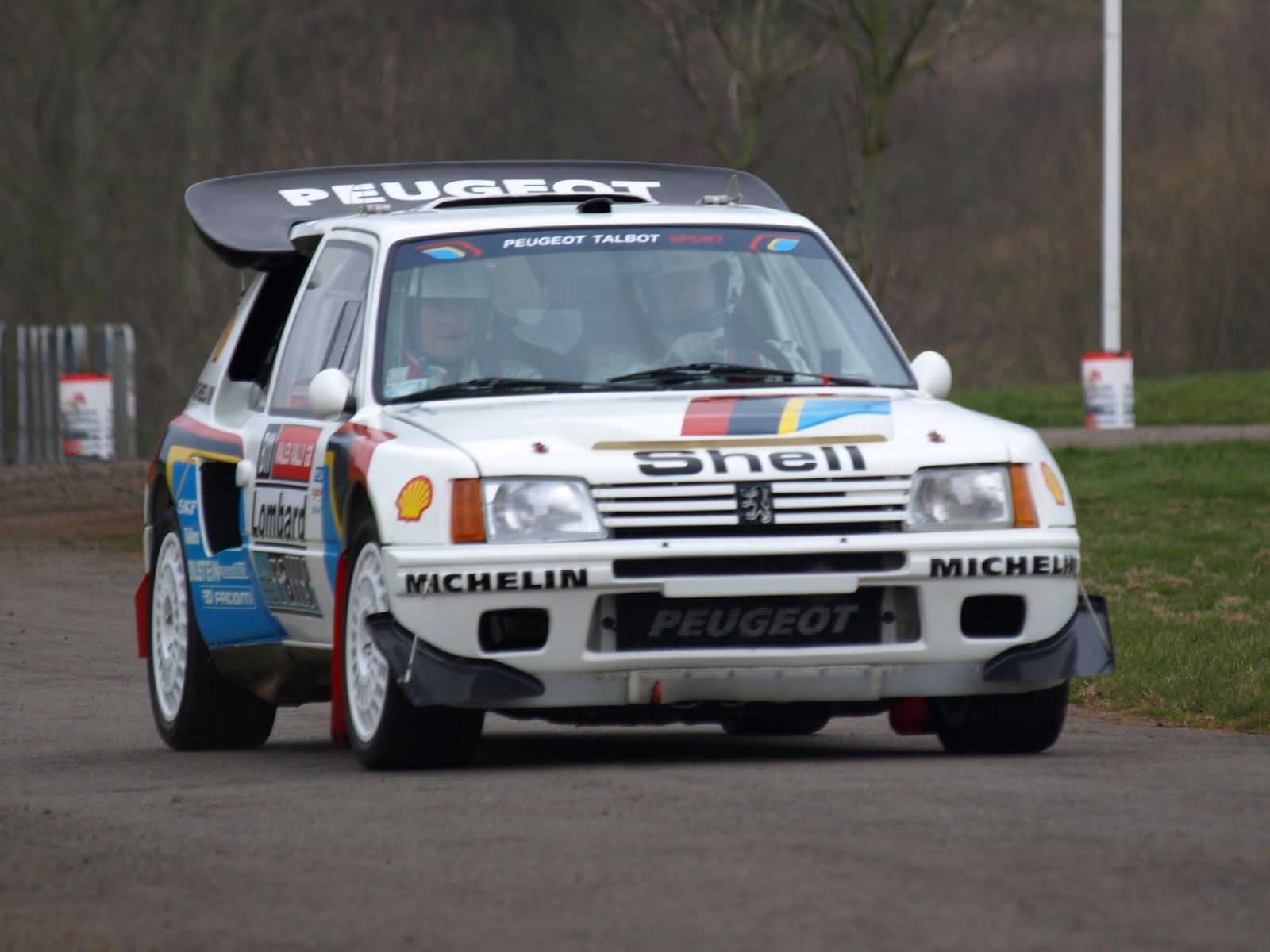
Peugeot 205 Turbo 16 E2 (2008)

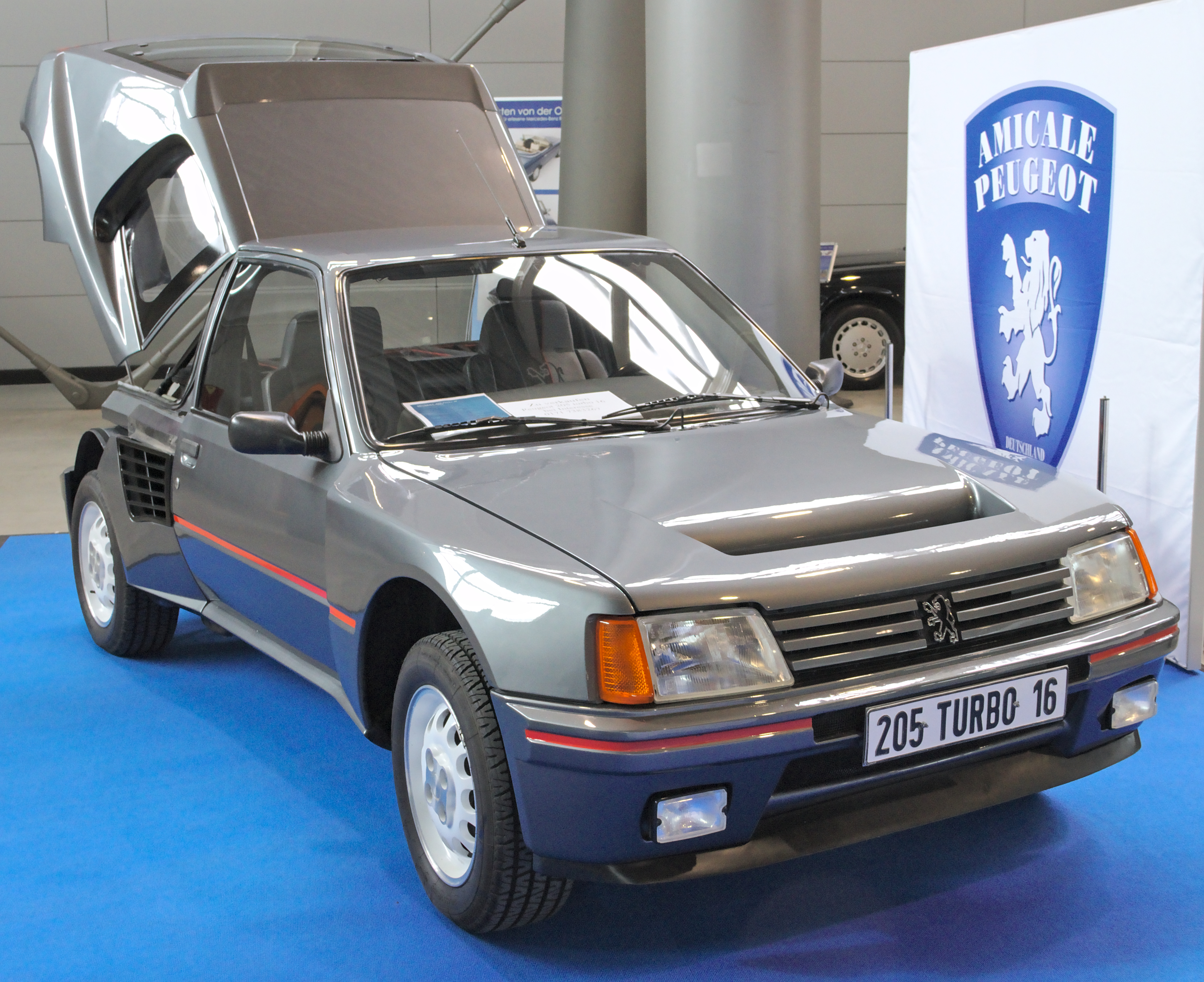
Straßenversion

Der 205 Turbo 16 war ein für die Gruppe B entwickeltes Rallye-Fahrzeug, das mit dem Serien-205er nicht mehr viel gemein hatte, sondern mit Attributen wie Gitterrohrrahmen, Allradantrieb, Mittelmotor und Turboaufladung als reinrassiges Rennsport-Gerät eingeordnet werden kann. Das Reglement der FIA für die Gruppe B verlangte eine Mindestanzahl von 200 gebauten Exemplaren. Jährlich durften sogenannte Evolutionsstufen nachhomologiert werden, die in jeweils 20 Exemplaren gefertigt und abgenommen werden mussten. Peugeot entwickelte zuerst die Wettbewerbsversion und daraus das Serienfahrzeug. Die 200er Serie (Fahrgestellnummern P1 bis P200) wurde bei Talbot (Simca) gefertigt. Alle diese Fahrzeuge waren gleich ausgestattet und in anthrazitgrauer Metalliclackierung gehalten mit Ausnahme des allerersten Fahrzeugs (P1), das die gleiche weiße Lackierung mit blau und gelb abgesetzten Farbakzenten aufwies wie die Wettbewerbsversionen und bei der Pressevorstellung des Modells 205 zeitgleich mit den Frontantriebs-Großserienversionen gezeigt und als Wettbewerbsversion präsentiert wurde. Zeitgleich mit dieser 200er Serie wurden 20 Evolutionsmodelle der ersten Stufe bei Peugeot Talbot Sport gefertigt (Fahrgestellnummern C1 bis C20) und am selben Tag wie die Serienfahrzeuge der FIA zur Homologation vorgestellt. 1985 wurden bei Peugeot Talbot Sport noch einmal 20 Fahrzeuge der Evolutionsstufe 2 gefertigt (Fahrgestellnummern C201 bis C220) und homologiert.
Für den 205T16 wurden normale zweitürige Serienkarosserien vom Fließband genommen und beim Karosseriebauer Heuliez tiefgreifend modifiziert. Dabei wurde die gesamte Heckpartie abgetrennt und zwischen die B-Säulen der Karosserie eine Schottwand eingesetzt. Auch an der Front wurde die Karosserie stark gekürzt und verstärkt. Anschließend wurden in einer Mischbauweise aus Pressblech-Kastenprofilen und Rohren umfangreiche Verstärkungen, Überrollbügel und Heckrahmen angesetzt. Diese Karosserien wurden an die jeweiligen Fertigungsstätten geliefert. Bei den Evo-2-Fahrzeugen entfielen die Kastenprofile, dort waren alle Umbauten als Rohrkonstruktionen ausgeführt. Die Form der Karosserie lehnt sich stark an die des Serienmodells an, das war aus Marketinggründen von Anfang an gefordert. Die Front- und Heckpartie des Fahrzeugs ist jeweils als ein einziges Teil ausgeführt, das jeweils komplett aufgeklappt oder abgenommen werden kann, um Zugang zur Mechanik zu erhalten.
Leistungsmäßig lagen die Wettbewerbsfahrzeuge je nach Entwicklungsstufe zwischen 255 und fast 380 kW. Als ihre direkten Konkurrenten seien beispielsweise der Lancia Delta S4, der Audi Sport quattro S1, der Ford RS200 sowie der MG Metro 6R4 genannt. Die meisten dieser Autos befinden sich seit vielen Jahren in den Händen von Sammlern, nur selten wechselt ein 205 Turbo 16 einmal den Besitzer.
Über die Regeln der Gruppe B hinaus modifizierte 205 Turbo 16 nahmen 1987 und 1988 auch erfolgreich an der Rallye Dakar, dem Bergrennen Pikes Peak International Hill Climb und bis einschließlich 1992 an den Rallycross-Europameisterschaften teil.

### Prototypen
Vom 205 existierten mehrere Vorschläge für einen Kombi, unter anderem von Hausdesigner Pininfarina, der mit dem Prototyp die Formensprache des 405 Break vorwegnahm.